# Definitive Collection
Definitive Collection je kompilacija hitova švedskog heavy metal sastava Europe.

## Popis pjesama

### CD 1
1. "The Final Countdown" (Tempest)
2. "Rock the Night" (Tempest)
3. "Carrie" (Tempest, Michaeli)
4. "Cherokee" (Tempest)
5. "Time Has Come" (Tempest)
6. "Heart of Stone" (Tempest)
7. "Love Chaser" (Tempest)
8. "On Broken Wings" (Tempest)
9. "Superstitious" (Tempest)
10. "Open Your Heart" [original version] (Tempest)
11. "Let the Good Times Rock" (Tempest)
12. "Sign of the Times" (Tempest)
13. "Tomorrow" (Tempest)
14. "Prisoners in Paradise" (Tempest)
15. "I'll Cry for You" (Tempest, Graham)
16. "Halfway to Heaven" (Tempest, Vallance)
17. "Break Free" (Tempest, Marcello)
18. "Sweet Love Child" (Tempest, Marcello, Michaeli)

### CD 2
1. "In the Future to Come" (Tempest)
2. "Seven Doors Hotel" (Tempest)
3. "Stormwind" (Tempest)
4. "Scream of Anger" (Tempest, Jacob)
5. "Dreamer" (Tempest)

## Izvođači
- Joey Tempest - vokal, akustična gitara, klavijature
- John Norum - električna gitara, prateći vokal
- Kee Marcello - gitara, prateći vokal
- John Levén - bas-gitara
- Mic Michaeli - klavijature, prateći vokal
- Tony Reno - bubnjevi
- Ian Haugland - bubnjevi, prateći vokal